# Tolpis macrorhiza
Tolpis macrorhiza là một loài thực vật có hoa trong họ Cúc. Loài này được (Lowe) Lowe miêu tả khoa học đầu tiên.